# Hrabůvka
Hrabůvka (deutsch Hainbuchen, auch Hrabuwka) ist eine Gemeinde in Tschechien. Sie liegt vier Kilometer nordwestlich von Hranice und gehört zum Okres Přerov.

## Geographie
Hrabůvka befindet sich am südlichen Fuße der Oderberge rechtsseitig des Uhřinovský potok. Nördlich erhebt sich der Hügel Hůrka (443 m). Am südlichen Ortsrand führt die Trasse der Autobahn D 1 / E 462 von Lipník nad Bečvou nach Bělotín vorbei, die im Jahre 2008 auf diesem Abschnitt für den Verkehr freigegeben werden soll. Am östlichen Ortsrand liegen ausgedehnte Steinbrüche und eine größere Halde.
Nachbarorte sind Kunzov und Boňkov im Norden, Lhotka im Nordosten, Velká und Hranice im Südosten, Drahotuše und Klokočí im Süden, Milenov im Südwesten, Uhřínov im Westen sowie Radíkov im Nordwesten.

## Geschichte
Die erste urkundliche Erwähnung des zu den Besitzungen der Burg Drahotuš gehörigen Ortes Habruowka (nach Hainbuchen, tschechisch habr) erfolgte im Jahre 1371, als die Brüder Bohuš, Kuno, Jaroš und Ješek von Drahotuš die Herrschaft an Markgraf Johann Heinrich verkauften. Sein Sohn Jobst verpfändete Drahotuš 1405 an Ctibor von Tobitschau und Cimburg. Nach dem Verfall der Pfandschaft ging das Dorf 1408 in den Besitz der Cimburger über. Im Jahre 1416 übergab Wenzel IV. die Drahotušer Güter als Allod an seinen Oberhofmeister Lacek I. von Krawarn. 1427 besetzten die Hussiten die Gegend. Die Drahotušer Güter gingen 1437 an Heník von Waldstein über, der jedoch nicht Besitzer der Burg Drahotuš wurde. 1465 wurde Ctibor Tovačovský von Cimburg Besitzer der Drahotušer Güter. Er verkaufte die Herrschaft 1476 an Wilhelm II. von Pernstein. 1530 waren in dem Dorf zwölf Familien ansässig. 1543 wurde das Dorf an die Herrschaft Weißkirchen angeschlossen. Vier Jahre später veräußerten die Pernsteiner Weißkirchen an Wenzel Haugwitz von Biskupitz. Dieser überließ den Besitz 1553 an Jan Kropáč von Nevědomí. 1569 lebten in dem Dorf 14 Familien. Jan Kropáč Tochter und Erbin Anna heiratete nach dem Tode ihres Gatten Jan von Kunovice Johann den Jüngeren von Zerotein. Ihm folgte Dietrich von Kunowitz, der die Herrschaft im Jahre 1600 im Zuge eines Tausches an Zdeněk von Pottenstein und Žampach übergab. Zwischen 1610 und 1612 war Karl Berger von Berg der Besitzer. Ihm folgte Václav Mol von Modřelice. Dessen Güter wurden nach der Schlacht am Weißen Berg 1621 konfisziert und im darauf folgenden Jahre an Kardinal Franz Xaver von Dietrichstein verkauft. Das Geschlecht Dietrichstein blieb bis ins 19. Jahrhundert Besitzer der Güter in Hrabuwka. 1668 wurde Hrabůvka nach Drahotuše eingepfarrt. In der Zeit von 1766 bis 1771 brach in der Gegend nach Missernten durch verregnete Sommer eine Hungersnot aus. Die Feuersbrunst vom 10. August 1791 vernichtete fast das gesamte Dorf. Am Übergang vom 18. zum 19. Jahrhundert entstanden die ersten Steinbrüche, in denen der Abbau hier vorkommender Schiefer- und Grauwackelagerstätten begann.
Nach der Aufhebung der Patrimonialherrschaften wurde Hrabůvka 1850 zu selbstständigen Gemeinde in der Bezirkshauptmannschaft Mährisch Weißkirchen. Mit dem Tod von Joseph von Dietrichstein erlosch die Linie 1858 im männlichen Glied. Seine Tochter und Erbin verkaufte die Güter an die Gräfin zu Hatzfeld-Weisweiler. 1869 begann am Hůrka der Steinbruchbetrieb, der zu dieser Zeit noch in Handarbeit erfolgte. Im Jahre 1900 pachtete František Srna aus Mährisch Ostrau die Steinbrüche. Später entstand mit Hilfe des finanzkräftigen Partners Johann Geißler aus Mährisch Ostrau das Unternehmen Geißler & Srna. Im Zuge der Gebietsreform von 1960 und der Auflösung des Okres Hranice wurde Klokočí zum 1. Januar 1961 dem Okres Přerov zugeordnet. Seit 2000 ist Hrabůvka Mitglied der Mikroregion Podlesí. Die Steinbrüche von Hrabůvka gehören zu den größten Splittproduzenten in Mähren.

## Gemeindegliederung
Für die Gemeinde Hrabůvka sind keine Ortsteile ausgewiesen. Zu Hrabůvka gehört die Einschicht Kunzov (Kunzhof).

## Sehenswürdigkeiten

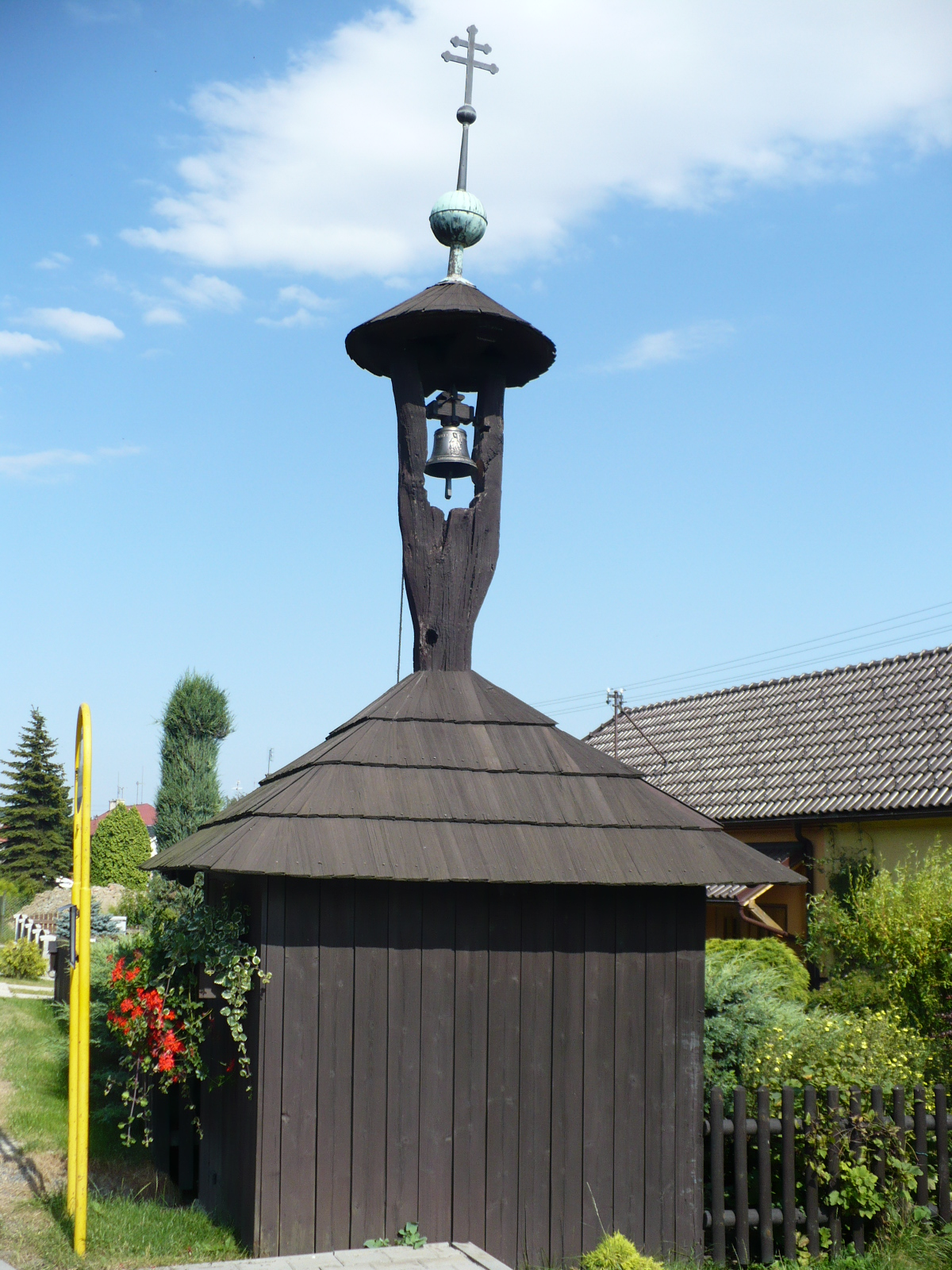
Glockenturm

- Schloss Kunzov (Kunzhof), das neogotische Bauwerk im Tal des Radíkovský potok in den Oderbergen, wurde zwischen 1907 und 1908 als Residenz der Fabrikantenfamilie Anton Kunz aus Mährisch Weißkirchen errichtet. Im Jahre 2007 wurde es zum Kulturdenkmal erklärt
- Hölzerner Glockenturm
- Steinernes Kruzifix, errichtet 1907
- Steinkreuz
- Statue der Hl. Anna
- Steinbrüche mit Steinbruchsee